# George IV van het Verenigd Koninkrijk
George IV August Frederik van Hannover (Engels: George Augustus Frederick; St. James's Palace, 12 augustus 1762 – Windsor Castle, 26 juni 1830) was koning van het Verenigd Koninkrijk van Groot-Brittannië en Ierland en koning van Hannover van 1820 tot 1830. Hij was prins regent voor zijn vader van 1811 tot diens dood in 1820 en stond vooral bekend om de overwinning van het Verenigd Koninkrijk in de napoleontische oorlogen.
George was een koppige monarch, die zich vaak bemoeide met de politiek, vooral op het gebied van de katholieke emancipatie, maar niet zoveel als zijn vader. Zowel tijdens zijn regentschap als tijdens zijn koningschap was het vooral Robert Jenkinson, de tweede graaf van Liverpool, die de regering beheerste als minister-president. Andere ministers-presidenten onder George IV waren George Canning in 1827, Frederick John Robinson de graaf van Ripon, van 1827 tot 1828 en Arthur Wellesley de hertog van Wellington, van 1828 tot 1830.
Koning George IV staat vandaag de dag vooral bekend om zijn extravagante levensstijl in de periode toen hij Prince of Wales, prins-regent en koning was. In 1797 was zijn gewicht al rond de 111 kilogram. Hij had een zeer slechte relatie met zijn vader, George III, en ook met zijn tweede echtgenote Caroline van Brunswijk. Hij verbood haar zelfs om bij zijn kroning aanwezig te zijn. George IV liet door John Nash het Royal Pavilion in Brighton bouwen en liet Buckingham House verbouwen en herinrichten en hij liet door Jeffry Wyattville Windsor Castle verbouwen. Hij was zeer betrokken bij de oprichting van de National Gallery in Londen en King's College in Londen.

## Jeugd
Bij zijn geboorte in St. James's Palace te Londen op 12 augustus 1762 werd hij meteen tot hertog van Cornwall en hertog van Rothesay verheven en een paar dagen later werd hij benoemd tot prins van Wales en graaf van Chester. Zijn vader was George III, koning van het Verenigd Koninkrijk, en zijn moeder was koningin Sophia Charlotte van Mecklenburg-Strelitz. Hij was het oudste kind en zoon van zijn ouders. Zijn grootouders aan vaderskant waren kroonprins Frederik en Augusta van Saksen-Gotha. Zijn grootouders aan moederskant waren Karel van Mecklenburg-Strelitz en Elisabeth Albertina van Saksen-Hildburghausen. Op 18 september van hetzelfde jaar werd hij door aartsbisschop Thomas Secker van Canterbury gedoopt. Zijn peetouders waren hertog Adolf Frederik IV van Mecklenburg-Strelitz (zijn oom aan moederskant), hertog Willem van Cumberland (een oom van zijn vader) en de douairière-prinses van Wales Augusta van Saksen-Gotha (zijn grootmoeder aan vaderskant). George was een getalenteerde leerling, hij leerde snel talen als Frans, Duits en Italiaans spreken. In Engels was hij echter minder goed.
George werd in 1783 21 jaar oud en kreeg toen van het parlement 60.000 pond en hij kreeg vanaf die leeftijd 50.000 pond per jaar van zijn vader. Hij nam toen zijn intrek in het Carlton House te Londen waar hij een losbandig leven leidde. De band tussen de prins en zijn vader werd steeds minder goed, de koning die een meer sobere levensstijl wenste van de kant van de erfgenaam. Aan de verwijdering tussen de politiek gezien erg conservatieve koning en zijn zoon droeg ook bij dat die laatste zich een aanhanger van Charles James Fox en andere radicale politici betoonde.

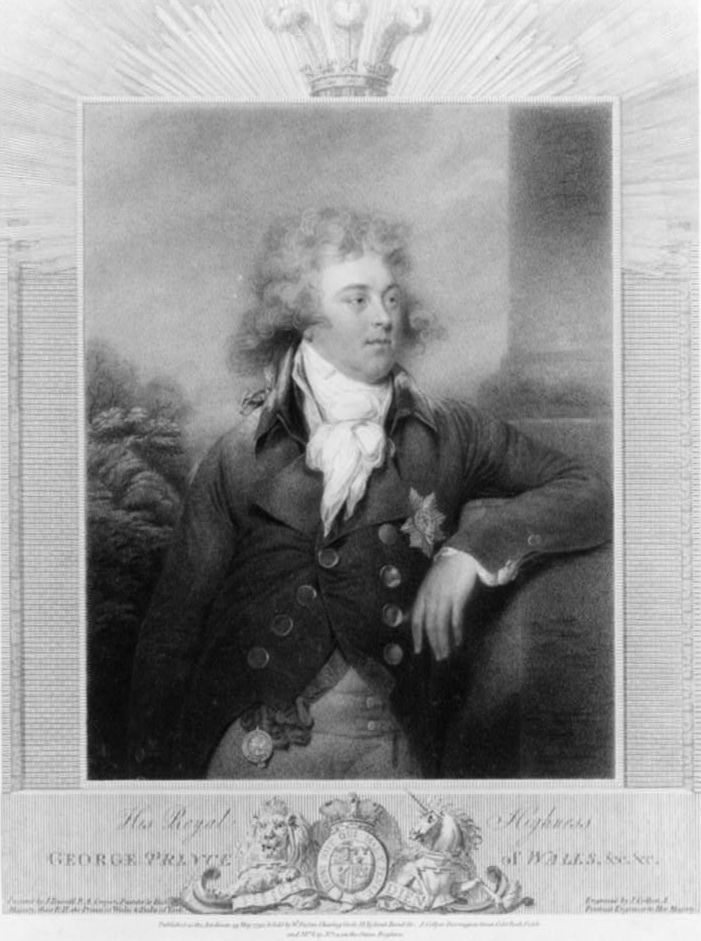
George, als Prins van Wales op jonge leeftijd

## Huwelijk en kinderen

### Huwelijk met Mrs Fitzherbert
Nadat hij 21 jaar was geworden, werd de prins van Wales verliefd op de 6 jaar oudere, Rooms-katholieke Maria Anne Fitzherbert, die al twee keer weduwe was geworden (de eerste keer in 1775 toen Edward Weld stierf en in 1781 toen Thomas Fitzherbert stierf). In de Act of Settlement van 1701 stond echter dat een Britse prins of prinses die in het huwelijk trad met een Rooms-katholieke vrouw niet meer in aanmerking kon komen voor de Britse Troon. De Royal Marriages Act van 1772 verbood een huwelijk tussen de twee zonder toestemming van de koning. Desondanks trad het koppel op 15 december 1785 in haar huis in Park Street in de wijk Mayfair te Londen in het huwelijk. Wettelijk was het huwelijk niet geldig omdat het zonder toestemming van de koning was gesloten (hem was zelfs nooit om toestemming gevraagd). Hoe dan ook, Mrs Fitzherbert geloofde dat zij de wettige vrouw was van de prins van Wales omdat zij meende dat de wet van de Kerk boven die van de Staat ging. Om politieke redenen werd het huwelijk geheimgehouden en Mrs Fitzherbert beloofde dat zij het niet bekend zou maken.
De prins van Wales kreeg hoge schulden door zijn extravagante levensstijl. Zijn vader weigerde om hem hierbij te helpen, zodat George zich gedwongen zag om Carlton House te verlaten en in te trekken bij Mrs Fitzherbert. In 1787 stelden de politieke vrienden van de prins voor om zijn schulden af te lossen door middel van een parlementaire gift. De relatie van de prins met Fitzherbert werd vermoed, en openbaring van het illegale huwelijk zou de natie hebben geschokt en elk parlementair voorstel om hem te helpen zou dan gedoemd zijn tot mislukken. Op gezag van de prins verklaarde de Britse liberaal-leider Charles James Fox dat het verhaal niets dan laster was. Fitzherbert was niet blij met deze publieke ontkenning van het huwelijk in zulke heftige bewoordingen, en overwoog haar relatie met de prins te beëindigen. Hij kalmeerde haar door een andere liberaal, Richard Brinsley Sheridan, te vragen de krachtige verklaring van Fox in zorgvuldiger gekozen woorden te herhalen. Indertussen kende het parlement George een gift toe van 161.000 pond om zijn schulden af te lossen, en een bedrag van 60.000 pond voor het verbouwen van Carlton House.

### Huwelijk met prinses Caroline van Brunswijk
George bleef schulden maken en zijn vader weigerde hem te helpen, tenzij hij toe zou stemmen in een huwelijk met zijn nicht Caroline van Brunswijk, dochter van de Pruisische veldmaarschalk Karel Willem Ferdinand van Brunswijk-Wolfenbüttel. In 1795 gaf de prins toe en op 8 april van dat jaar werd het huwelijk gesloten in St. James's Palace. George en Caroline waren beiden kleinkinderen van kroonprins Frederik: George als zoon van Frederiks zoon George III en Caroline als dochter van Frederiks dochter Augusta Frederika (1737-1813).

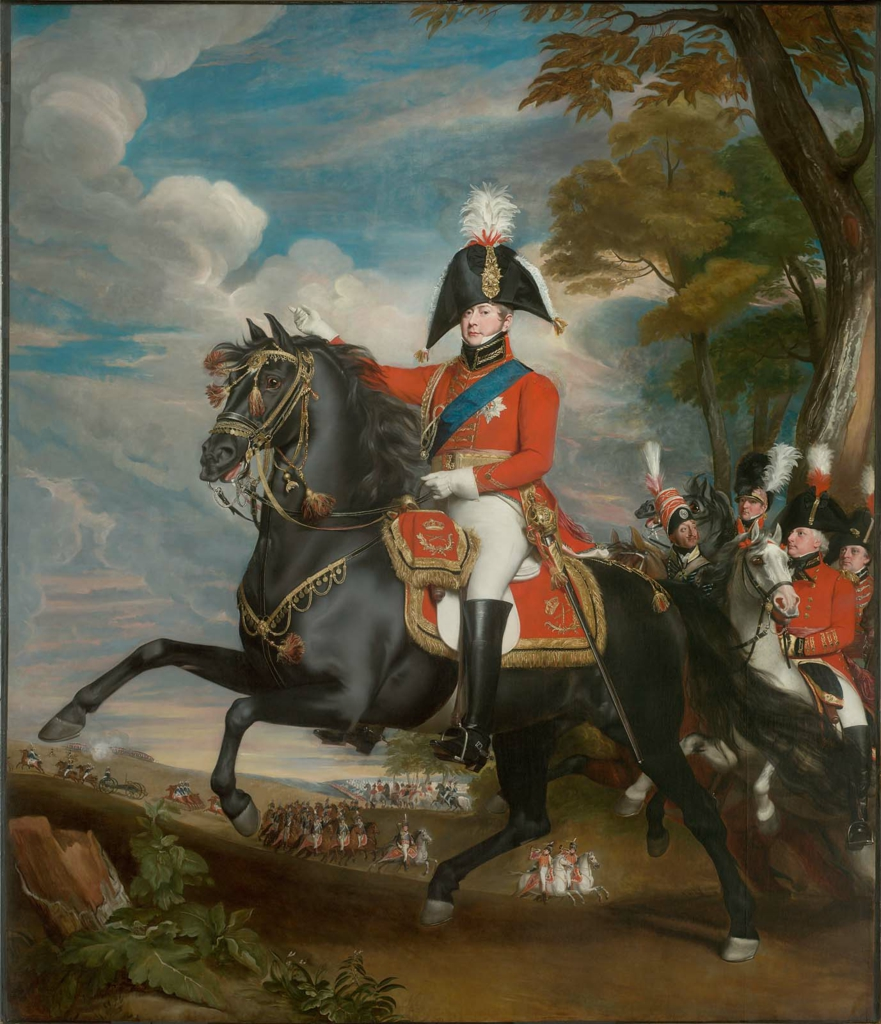
George, Prins van Wales in 1809

Het huwelijk was vanaf het begin geen succes en al na enkele dagen ging het echtpaar gescheiden leven. Wel kregen zij in 1796 een dochter, prinses Charlotte Augusta. De prins probeerde toen van Caroline te scheiden, maar zijn vader voorkwam dat. Hij nam na zijn troonsbestijging alsnog maatregelen tegen Caroline. Zo liet hij haar bij zijn kroning bij de deur wegsturen, wat een nationaal schandaal veroorzaakte.
Zijn dochter Charlotte huwde op 2 mei 1816 in Carlton House met de Duitse prins Leopold van Saksen-Coburg-Saalfeld, de latere koning Leopold I van België. Anderhalf jaar later stierf ze in het kraambed, waardoor George geen erfgenaam en troonopvolger had. Om haar dood werd nationaal gerouwd.

## Regentschap
Hoewel zijn vader al langere tijd tekenen vertoonde van mentale achteruitgang, werd George niet geschikt geacht als regent op te treden. Toen de koning echter in 1811 van zijn taken moest worden ontheven werd George toch prins-regent. In deze periode werd een groot deel van Londen herbouwd en ontstonden onder andere Regent's Park en Regent Street.
George IV had een ontwikkelde maar erg dure smaak. Zo liet hij, om zijn regentschap te vieren, een banket aanrichten voor 3000 gasten, die 909 uiteenlopende gerechten kregen voorgezet, gezeten aan een tafel, waarin een riviertje stroomde, compleet met vissen en watervallen. Toen hij regent werd had het koningshuis alleen de beschikking over het oude en kleine St. James's Palace in Londen, het middeleeuwse Windsor Castle en andere kleine of sterk verouderde residenties. Dat stak sterk af bij de paleizen van de "Tory Grandees" en de Britse hertogen. Kostbare bouwprojecten in Londen (Carlton House en Buckingham Palace), Brighton (het Royal Pavilion) en Windsor moesten uitkomst bieden. Uiteindelijk betaalde de staat de voor de kroonprins onbetaalbaar geworden rekeningen.

## Koningschap
Zijn vader, koning George III, stierf op 29 januari in 1820 en George volgde hem op als koning George IV. De nieuwe koning werd gekroond op 19 juli 1821 in de Westminster Abbey te Londen. Tijdens deze ceremonie besloot hij om zijn vrouw, Caroline, weg te sturen. Caroline werd ziek op die dag en stierf plotseling op 7 augustus 1821. Door zijn levensstijl vertoonde hij van bij zijn aantreden als koning al tekenen van verval. Hij was veel te zwaar en ook mentaal verzwakt. Bovendien leed hij aan jicht, aderverkalking, grijze staar en mogelijk porfyrie. George vertoonde zich niet veel in het openbaar - hij was dan het mikpunt van spot - en leefde afgeschermd in Windsor Castle of in zijn sprookjesachtige Royal Pavilion in Brighton. Af en toe bemoeide hij zich op onverstandige wijze met de politiek door sociale hervormingen tegen te willen houden. Hij koos in alle gevallen voor een uiterst conservatieve koers.
Met de dood van zijn dochter Charlotte in 1817 werd zijn jongere broer Frederik van York troonopvolger. Deze stierf echter in 1827.
George IV stierf op 26 juni 1830 en werd begraven in St George's Chapel, Windsor Castle. The Times schreef: "Nooit werd iemand minder betreurd door zijn medeschepselen dan deze overleden koning. Welk oog heeft over hem geweend? Welk hart heeft een snik geslaakt van onbaatzuchtige droefheid? (...) Indien George IV ooit een vriend heeft gehad (...) verklaren wij, dat zijn of haar naam ons nooit heeft bereikt."
Zijn jongere broer Willem volgde hem op als koning Willem IV.

## Kwartierstaat (voorouders)
| George II van Groot-Brittannië (1683-1760)        | George II van Groot-Brittannië (1683-1760)        | George II van Groot-Brittannië (1683-1760)        | George II van Groot-Brittannië (1683-1760)        | George II van Groot-Brittannië (1683-1760)        | George II van Groot-Brittannië (1683-1760)        | Caroline van Brandenburg-Ansbach (1683-1737) | Caroline van Brandenburg-Ansbach (1683-1737) | Caroline van Brandenburg-Ansbach (1683-1737) | Caroline van Brandenburg-Ansbach (1683-1737) | Caroline van Brandenburg-Ansbach (1683-1737)       | Caroline van Brandenburg-Ansbach (1683-1737)       |                                                    |                                                    | Frederik II van Saksen-Gotha-Altenburg (1676-1732) | Frederik II van Saksen-Gotha-Altenburg (1676-1732) | Frederik II van Saksen-Gotha-Altenburg (1676-1732) | Frederik II van Saksen-Gotha-Altenburg (1676-1732) | Frederik II van Saksen-Gotha-Altenburg (1676-1732) | Frederik II van Saksen-Gotha-Altenburg (1676-1732) | Magdalena Augusta van Anhalt-Zerbst (1679-1740)   | Magdalena Augusta van Anhalt-Zerbst (1679-1740)   | Magdalena Augusta van Anhalt-Zerbst (1679-1740) | Magdalena Augusta van Anhalt-Zerbst (1679-1740) | Magdalena Augusta van Anhalt-Zerbst (1679-1740) | Magdalena Augusta van Anhalt-Zerbst (1679-1740) |                                    |                                    | Adolf Frederik II van Mecklenburg-Strelitz (1658-1708) | Adolf Frederik II van Mecklenburg-Strelitz (1658-1708) | Adolf Frederik II van Mecklenburg-Strelitz (1658-1708) | Adolf Frederik II van Mecklenburg-Strelitz (1658-1708) | Adolf Frederik II van Mecklenburg-Strelitz (1658-1708) | Adolf Frederik II van Mecklenburg-Strelitz (1658-1708) | Emilia van Schwarzburg-Sondershausen (1681–1751) | Emilia van Schwarzburg-Sondershausen (1681–1751) | Emilia van Schwarzburg-Sondershausen (1681–1751) | Emilia van Schwarzburg-Sondershausen (1681–1751) | Emilia van Schwarzburg-Sondershausen (1681–1751) | Emilia van Schwarzburg-Sondershausen (1681–1751) |                                                |                                                | Ernst Frederik I van Saksen-Hildburghausen (1681-1724) | Ernst Frederik I van Saksen-Hildburghausen (1681-1724) | Ernst Frederik I van Saksen-Hildburghausen (1681-1724)    | Ernst Frederik I van Saksen-Hildburghausen (1681-1724)    | Ernst Frederik I van Saksen-Hildburghausen (1681-1724)    | Ernst Frederik I van Saksen-Hildburghausen (1681-1724)    | Sofia Albertine van Erbach-Erbach (1683-1742)             | Sofia Albertine van Erbach-Erbach (1683-1742)             | Sofia Albertine van Erbach-Erbach (1683-1742) | Sofia Albertine van Erbach-Erbach (1683-1742) | Sofia Albertine van Erbach-Erbach (1683-1742) | Sofia Albertine van Erbach-Erbach (1683-1742) |  |  |  |  |  |  |  |  |  |  |  |  |  |  |  |  |  |  |  |  |  |  |  |  |  |  |  |  |  |  |  |  |  |  |  |  |  |  |  |  |  |  |  |  |  |  |  |  |
| George II van Groot-Brittannië (1683-1760)        | George II van Groot-Brittannië (1683-1760)        | George II van Groot-Brittannië (1683-1760)        | George II van Groot-Brittannië (1683-1760)        | George II van Groot-Brittannië (1683-1760)        | George II van Groot-Brittannië (1683-1760)        | Caroline van Brandenburg-Ansbach (1683-1737) | Caroline van Brandenburg-Ansbach (1683-1737) | Caroline van Brandenburg-Ansbach (1683-1737) | Caroline van Brandenburg-Ansbach (1683-1737) | Caroline van Brandenburg-Ansbach (1683-1737)       | Caroline van Brandenburg-Ansbach (1683-1737)       |                                                    |                                                    | Frederik II van Saksen-Gotha-Altenburg (1676-1732) | Frederik II van Saksen-Gotha-Altenburg (1676-1732) | Frederik II van Saksen-Gotha-Altenburg (1676-1732) | Frederik II van Saksen-Gotha-Altenburg (1676-1732) | Frederik II van Saksen-Gotha-Altenburg (1676-1732) | Frederik II van Saksen-Gotha-Altenburg (1676-1732) | Magdalena Augusta van Anhalt-Zerbst (1679-1740)   | Magdalena Augusta van Anhalt-Zerbst (1679-1740)   | Magdalena Augusta van Anhalt-Zerbst (1679-1740) | Magdalena Augusta van Anhalt-Zerbst (1679-1740) | Magdalena Augusta van Anhalt-Zerbst (1679-1740) | Magdalena Augusta van Anhalt-Zerbst (1679-1740) |                                    |                                    | Adolf Frederik II van Mecklenburg-Strelitz (1658-1708) | Adolf Frederik II van Mecklenburg-Strelitz (1658-1708) | Adolf Frederik II van Mecklenburg-Strelitz (1658-1708) | Adolf Frederik II van Mecklenburg-Strelitz (1658-1708) | Adolf Frederik II van Mecklenburg-Strelitz (1658-1708) | Adolf Frederik II van Mecklenburg-Strelitz (1658-1708) | Emilia van Schwarzburg-Sondershausen (1681–1751) | Emilia van Schwarzburg-Sondershausen (1681–1751) | Emilia van Schwarzburg-Sondershausen (1681–1751) | Emilia van Schwarzburg-Sondershausen (1681–1751) | Emilia van Schwarzburg-Sondershausen (1681–1751) | Emilia van Schwarzburg-Sondershausen (1681–1751) |                                                |                                                | Ernst Frederik I van Saksen-Hildburghausen (1681-1724) | Ernst Frederik I van Saksen-Hildburghausen (1681-1724) | Ernst Frederik I van Saksen-Hildburghausen (1681-1724)    | Ernst Frederik I van Saksen-Hildburghausen (1681-1724)    | Ernst Frederik I van Saksen-Hildburghausen (1681-1724)    | Ernst Frederik I van Saksen-Hildburghausen (1681-1724)    | Sofia Albertine van Erbach-Erbach (1683-1742)             | Sofia Albertine van Erbach-Erbach (1683-1742)             | Sofia Albertine van Erbach-Erbach (1683-1742) | Sofia Albertine van Erbach-Erbach (1683-1742) | Sofia Albertine van Erbach-Erbach (1683-1742) | Sofia Albertine van Erbach-Erbach (1683-1742) |  |  |  |  |  |  |  |  |  |  |  |  |  |  |  |  |  |  |  |  |  |  |  |  |  |  |  |  |  |  |  |  |  |  |  |  |  |  |  |  |  |  |  |  |  |  |  |  |
|                                                   |                                                   |                                                   |                                                   |                                                   |                                                   |                                              |                                              |                                              |                                              |                                                    |                                                    |                                                    |                                                    |                                                    |                                                    |                                                    |                                                    |                                                    |                                                    |                                                   |                                                   |                                                 |                                                 |                                                 |                                                 |                                    |                                    |                                                        |                                                        |                                                        |                                                        |                                                        |                                                        |                                                  |                                                  |                                                  |                                                  |                                                  |                                                  |                                                |                                                |                                                        |                                                        |                                                           |                                                           |                                                           |                                                           |                                                           |                                                           |                                               |                                               |                                               |                                               |  |  |  |  |  |  |  |  |  |  |  |  |  |  |  |  |  |  |  |  |  |  |  |  |  |  |  |  |  |  |  |  |  |  |  |  |  |  |  |  |  |  |  |  |  |  |  |  |
|                                                   |                                                   |                                                   |                                                   | Frederik van Groot-Brittannië (1707-1751)         | Frederik van Groot-Brittannië (1707-1751)         | Frederik van Groot-Brittannië (1707-1751)    | Frederik van Groot-Brittannië (1707-1751)    | Frederik van Groot-Brittannië (1707-1751)    | Frederik van Groot-Brittannië (1707-1751)    |                                                    |                                                    |                                                    |                                                    |                                                    |                                                    | Augusta van Saksen-Gotha (1719-1772)               | Augusta van Saksen-Gotha (1719-1772)               | Augusta van Saksen-Gotha (1719-1772)               | Augusta van Saksen-Gotha (1719-1772)               | Augusta van Saksen-Gotha (1719-1772)              | Augusta van Saksen-Gotha (1719-1772)              |                                                 |                                                 |                                                 |                                                 |                                    |                                    |                                                        |                                                        |                                                        |                                                        | Karel van Mecklenburg-Strelitz (1708-1752)             | Karel van Mecklenburg-Strelitz (1708-1752)             | Karel van Mecklenburg-Strelitz (1708-1752)       | Karel van Mecklenburg-Strelitz (1708-1752)       | Karel van Mecklenburg-Strelitz (1708-1752)       | Karel van Mecklenburg-Strelitz (1708-1752)       |                                                  |                                                  |                                                |                                                |                                                        |                                                        | Elisabeth Albertine van Saksen-Hildburghausen (1713-1761) | Elisabeth Albertine van Saksen-Hildburghausen (1713-1761) | Elisabeth Albertine van Saksen-Hildburghausen (1713-1761) | Elisabeth Albertine van Saksen-Hildburghausen (1713-1761) | Elisabeth Albertine van Saksen-Hildburghausen (1713-1761) | Elisabeth Albertine van Saksen-Hildburghausen (1713-1761) |                                               |                                               |                                               |                                               |  |  |  |  |  |  |  |  |  |  |  |  |  |  |  |  |  |  |  |  |  |  |  |  |  |  |  |  |  |  |  |  |  |  |  |  |  |  |  |  |  |  |  |  |  |  |  |  |
|                                                   |                                                   |                                                   |                                                   | Frederik van Groot-Brittannië (1707-1751)         | Frederik van Groot-Brittannië (1707-1751)         | Frederik van Groot-Brittannië (1707-1751)    | Frederik van Groot-Brittannië (1707-1751)    | Frederik van Groot-Brittannië (1707-1751)    | Frederik van Groot-Brittannië (1707-1751)    |                                                    |                                                    |                                                    |                                                    |                                                    |                                                    | Augusta van Saksen-Gotha (1719-1772)               | Augusta van Saksen-Gotha (1719-1772)               | Augusta van Saksen-Gotha (1719-1772)               | Augusta van Saksen-Gotha (1719-1772)               | Augusta van Saksen-Gotha (1719-1772)              | Augusta van Saksen-Gotha (1719-1772)              |                                                 |                                                 |                                                 |                                                 |                                    |                                    |                                                        |                                                        |                                                        |                                                        | Karel van Mecklenburg-Strelitz (1708-1752)             | Karel van Mecklenburg-Strelitz (1708-1752)             | Karel van Mecklenburg-Strelitz (1708-1752)       | Karel van Mecklenburg-Strelitz (1708-1752)       | Karel van Mecklenburg-Strelitz (1708-1752)       | Karel van Mecklenburg-Strelitz (1708-1752)       |                                                  |                                                  |                                                |                                                |                                                        |                                                        | Elisabeth Albertine van Saksen-Hildburghausen (1713-1761) | Elisabeth Albertine van Saksen-Hildburghausen (1713-1761) | Elisabeth Albertine van Saksen-Hildburghausen (1713-1761) | Elisabeth Albertine van Saksen-Hildburghausen (1713-1761) | Elisabeth Albertine van Saksen-Hildburghausen (1713-1761) | Elisabeth Albertine van Saksen-Hildburghausen (1713-1761) |                                               |                                               |                                               |                                               |  |  |  |  |  |  |  |  |  |  |  |  |  |  |  |  |  |  |  |  |  |  |  |  |  |  |  |  |  |  |  |  |  |  |  |  |  |  |  |  |  |  |  |  |  |  |  |  |
|                                                   |                                                   |                                                   |                                                   |                                                   |                                                   |                                              |                                              |                                              |                                              | George III van het Verenigd Koninkrijk (1738-1820) | George III van het Verenigd Koninkrijk (1738-1820) | George III van het Verenigd Koninkrijk (1738-1820) | George III van het Verenigd Koninkrijk (1738-1820) | George III van het Verenigd Koninkrijk (1738-1820) | George III van het Verenigd Koninkrijk (1738-1820) |                                                    |                                                    |                                                    |                                                    |                                                   |                                                   |                                                 |                                                 |                                                 |                                                 |                                    |                                    |                                                        |                                                        |                                                        |                                                        |                                                        |                                                        |                                                  |                                                  |                                                  |                                                  | Charlotte van Mecklenburg-Strelitz (1744-1818)   | Charlotte van Mecklenburg-Strelitz (1744-1818)   | Charlotte van Mecklenburg-Strelitz (1744-1818) | Charlotte van Mecklenburg-Strelitz (1744-1818) | Charlotte van Mecklenburg-Strelitz (1744-1818)         | Charlotte van Mecklenburg-Strelitz (1744-1818)         |                                                           |                                                           |                                                           |                                                           |                                                           |                                                           |                                               |                                               |                                               |                                               |  |  |  |  |  |  |  |  |  |  |  |  |  |  |  |  |  |  |  |  |  |  |  |  |  |  |  |  |  |  |  |  |  |  |  |  |  |  |  |  |  |  |  |  |  |  |  |  |
|                                                   |                                                   |                                                   |                                                   |                                                   |                                                   |                                              |                                              |                                              |                                              | George III van het Verenigd Koninkrijk (1738-1820) | George III van het Verenigd Koninkrijk (1738-1820) | George III van het Verenigd Koninkrijk (1738-1820) | George III van het Verenigd Koninkrijk (1738-1820) | George III van het Verenigd Koninkrijk (1738-1820) | George III van het Verenigd Koninkrijk (1738-1820) |                                                    |                                                    |                                                    |                                                    |                                                   |                                                   |                                                 |                                                 |                                                 |                                                 |                                    |                                    |                                                        |                                                        |                                                        |                                                        |                                                        |                                                        |                                                  |                                                  |                                                  |                                                  | Charlotte van Mecklenburg-Strelitz (1744-1818)   | Charlotte van Mecklenburg-Strelitz (1744-1818)   | Charlotte van Mecklenburg-Strelitz (1744-1818) | Charlotte van Mecklenburg-Strelitz (1744-1818) | Charlotte van Mecklenburg-Strelitz (1744-1818)         | Charlotte van Mecklenburg-Strelitz (1744-1818)         |                                                           |                                                           |                                                           |                                                           |                                                           |                                                           |                                               |                                               |                                               |                                               |  |  |  |  |  |  |  |  |  |  |  |  |  |  |  |  |  |  |  |  |  |  |  |  |  |  |  |  |  |  |  |  |  |  |  |  |  |  |  |  |  |  |  |  |  |  |  |  |
|                                                   |                                                   |                                                   |                                                   |                                                   |                                                   |                                              |                                              |                                              |                                              |                                                    |                                                    |                                                    |                                                    |                                                    |                                                    |                                                    |                                                    |                                                    |                                                    |                                                   |                                                   |                                                 |                                                 |                                                 |                                                 |                                    |                                    |                                                        |                                                        |                                                        |                                                        |                                                        |                                                        |                                                  |                                                  |                                                  |                                                  |                                                  |                                                  |                                                |                                                |                                                        |                                                        |                                                           |                                                           |                                                           |                                                           |                                                           |                                                           |                                               |                                               |                                               |                                               |  |  |  |  |  |  |  |  |  |  |  |  |  |  |  |  |  |  |  |  |  |  |  |  |  |  |  |  |  |  |  |  |  |  |  |  |  |  |  |  |  |  |  |  |  |  |  |  |
|                                                   |                                                   |                                                   |                                                   |                                                   |                                                   |                                              |                                              |                                              |                                              |                                                    |                                                    |                                                    |                                                    |                                                    |                                                    |                                                    |                                                    |                                                    |                                                    |                                                   |                                                   |                                                 |                                                 |                                                 |                                                 |                                    |                                    |                                                        |                                                        |                                                        |                                                        |                                                        |                                                        |                                                  |                                                  |                                                  |                                                  |                                                  |                                                  |                                                |                                                |                                                        |                                                        |                                                           |                                                           |                                                           |                                                           |                                                           |                                                           |                                               |                                               |                                               |                                               |  |  |  |  |  |  |  |  |  |  |  |  |  |  |  |  |  |  |  |  |  |  |  |  |  |  |  |  |  |  |  |  |  |  |  |  |  |  |  |  |  |  |  |  |  |  |  |  |
| George IV van het Verenigd Koninkrijk (1762-1830) | George IV van het Verenigd Koninkrijk (1762-1830) | George IV van het Verenigd Koninkrijk (1762-1830) | George IV van het Verenigd Koninkrijk (1762-1830) | George IV van het Verenigd Koninkrijk (1762-1830) | George IV van het Verenigd Koninkrijk (1762-1830) |                                              |                                              | Frederik van York (1763-1827)                | Frederik van York (1763-1827)                | Frederik van York (1763-1827)                      | Frederik van York (1763-1827)                      | Frederik van York (1763-1827)                      | Frederik van York (1763-1827)                      |                                                    |                                                    | Willem IV van het Verenigd Koninkrijk (1765-1837)  | Willem IV van het Verenigd Koninkrijk (1765-1837)  | Willem IV van het Verenigd Koninkrijk (1765-1837)  | Willem IV van het Verenigd Koninkrijk (1765-1837)  | Willem IV van het Verenigd Koninkrijk (1765-1837) | Willem IV van het Verenigd Koninkrijk (1765-1837) |                                                 |                                                 | Charlotte van Hannover (1766-1828)              | Charlotte van Hannover (1766-1828)              | Charlotte van Hannover (1766-1828) | Charlotte van Hannover (1766-1828) | Charlotte van Hannover (1766-1828)                     | Charlotte van Hannover (1766-1828)                     |                                                        |                                                        | Eduard August van Kent (1767-1820)                     | Eduard August van Kent (1767-1820)                     | Eduard August van Kent (1767-1820)               | Eduard August van Kent (1767-1820)               | Eduard August van Kent (1767-1820)               | Eduard August van Kent (1767-1820)               |                                                  |                                                  | Ernst August I van Hannover (1771-1851)        | Ernst August I van Hannover (1771-1851)        | Ernst August I van Hannover (1771-1851)                | Ernst August I van Hannover (1771-1851)                | Ernst August I van Hannover (1771-1851)                   | Ernst August I van Hannover (1771-1851)                   |                                                           |                                                           | ... + 6 zusters en 3 broers                               | ... + 6 zusters en 3 broers                               | ... + 6 zusters en 3 broers                   | ... + 6 zusters en 3 broers                   | ... + 6 zusters en 3 broers                   | ... + 6 zusters en 3 broers                   |  |  |  |  |  |  |  |  |  |  |  |  |  |  |  |  |  |  |  |  |  |  |  |  |  |  |  |  |  |  |  |  |  |  |  |  |  |  |  |  |  |  |  |  |  |  |  |  |

## Onderscheiding
- Grootkruis in de Militaire Willems-Orde op 27 november 1818[3]
- Ridder in de Orde van Sint-Andreas de Eerstgeroepene op 25 november 1813[4]
- Ridder in de  Alexander Nevski-orde op 20 april 1814[4]
- Ridder in de Orde van de Heilige Geest op 20 april 1814[4]
- Ridder in de Orde van de Olifant op 4 juli 1815[4]
- Ridder in de Orde van het Gulden Vlies in juli 1815[4]

## Trivia
- George IV kreeg eens als verzoening een giraffe die, in tegenstelling tot Zarafa, binnen twee jaar stierf.
- In de serie Blackadder the Third wordt de extravagante levensstijl van George IV geparodieerd.

- Bibsys: 90718571
- Bibliothèque nationale de France: cb11960399t (data)
- Catàleg d'autoritats de noms i títols de Catalunya: 981058530084206706
- CiNii: DA05788088
- Gemeinsame Normdatei: 118690450
- International Standard Name Identifier: 0000 0003 8236 8062
- Library of Congress Control Number: n50047916
- Bibliotheek van het Japanse parlement: 01187312
- Nationale Bibliotheek van Tsjechië: jx20090420002
- Nationale bibliotheek van Australië: 35118721
- Nationale Bibliotheek van Israël: 987007261639705171
- Nationale Bibliotheek van Polen: a0000002778127
- Nationale en Universitaire bibliotheek Zagreb: 000458331
- Nederlandse Thesaurus van Auteursnamen: 069166471
- Réseau des bibliothèques de Suisse occidentale: 02-A012342887
- RKD-Nederlands Instituut voor Kunstgeschiedenis: 459531
- Istituto Centrale per il Catalogo Unico: LO1V170451
- LIBRIS: 208176
- SNAC: w6c00dgg
- Système universitaire de documentation: 058920021
- Museum of New Zealand Te Papa Tongarewa: 38715
- Trove: 831887
- Union List of Artist Names: 500234768
- Virtual International Authority File: 265481029
- WorldCat: E39PBJgt4Xh7J4qQX4yG8qVBfq